# Liste des monuments historiques de l'arrondissement de Dieppe

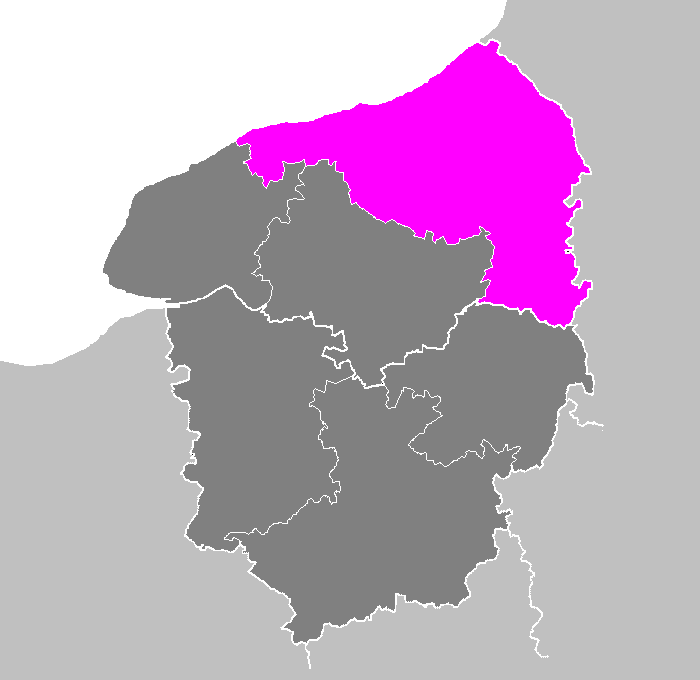
Localisation de l'arrondissement de Dieppe en Haute-Normandie.

Cet article recense les monuments historiques de l'arrondissement de Dieppe, dans le département de la Seine-Maritime, en France.
- Haut – A
- B
- C
- D
- E
- F
- G
- H
- I
- J
- K
- L
- M
- N
- O
- P
- Q
- R
- S
- T
- U
- V
- W
- X
- Y
- Z

## Liste
Du fait du nombre de protections dans la seule commune de Dieppe, elle dispose d'une liste à part : voir la liste des monuments historiques de Dieppe.
| Monument                                                       | Commune                                     | Adresse                                                      | Coordonnées                                    | Notice                                         | Protection                                     | Date                                           | Illustration                                                   |
| -------------------------------------------------------------- | ------------------------------------------- | ------------------------------------------------------------ | ---------------------------------------------- | ---------------------------------------------- | ---------------------------------------------- | ---------------------------------------------- | -------------------------------------------------------------- |
| Château de Silleron                                            | Angiens                                     | Silleron                                                     | 49° 50′ 00″ nord, 0° 48′ 42″ est               | « PA76000082 »                                 | Inscrit                                        | 2008                                           | Château de Silleron                                            |
| Manoir de Roquefort                                            | Angiens                                     |                                                              | 49° 49′ 29″ nord, 0° 47′ 24″ est               | « PA00100542 »                                 | Inscrit                                        | 1972                                           | Image manquante Téléverser                                     |
| Bailliage d'Arques-la-Bataille                                 | Arques-la-Bataille                          | Rue des Halles                                               | 49° 52′ 52″ nord, 1° 07′ 32″ est               | « PA00100543 »                                 | Inscrit                                        | 1930                                           | Bailliage d'Arques-la-Bataille                                 |
| Château d'Arques-la-Bataille                                   | Arques-la-Bataille                          |                                                              | 49° 52′ 38″ nord, 1° 07′ 38″ est               | « PA00100544 »                                 | Classé                                         | 1875                                           | Château d'Arques-la-Bataille                                   |
| Église Notre-Dame-de-l'Assomption d'Arques-la-Bataille         | Arques-la-Bataille                          |                                                              | 49° 52′ 56″ nord, 1° 07′ 41″ est               | « PA00100545 »                                 | Classé                                         | 1862                                           | Église Notre-Dame-de-l'Assomption d'Arques-la-Bataille         |
| Groupe scolaire d'Arques-la-Bataille                           | Arques-la-Bataille                          | Place Léon-Baudelot                                          | 49° 52′ 50″ nord, 1° 07′ 42″ est               | « PA76000045 »                                 | Inscrit                                        | 2001                                           | Image manquante Téléverser                                     |
| Manoir d'Archelles                                             | Arques-la-Bataille                          |                                                              | 49° 52′ 51″ nord, 1° 08′ 39″ est               | « PA00100546 »                                 | Inscrit                                        | 1930                                           | Image manquante Téléverser                                     |
| Château d'Auberville                                           | Auberville-la-Manuel                        |                                                              | 49° 49′ 42″ nord, 0° 35′ 06″ est               | « PA00100547 »                                 | Inscrit                                        | 1930                                           | Château d'Auberville                                           |
| Château de Bosmelet                                            | Auffay                                      |                                                              | 49° 42′ 04″ nord, 1° 07′ 32″ est               | « PA00100548 »                                 | Inscrit Classé Inscrit                         | 1931 1946 1994                                 | Château de Bosmelet                                            |
| Collégiale Notre-Dame d'Auffay                                 | Auffay                                      |                                                              | 49° 43′ 10″ nord, 1° 06′ 00″ est               | « PA00100549 »                                 | Classé                                         | 1846                                           | Collégiale Notre-Dame d'Auffay                                 |
| Abbaye Saint-Martin d'Auchy                                    | Aumale                                      |                                                              | 49° 46′ 33″ nord, 1° 45′ 05″ est               | « PA76000089 »                                 | Inscrit                                        | 2010                                           | Image manquante Téléverser                                     |
| Église Saint-Pierre-et-Saint-Paul d'Aumale                     | Aumale                                      |                                                              | 49° 46′ 09″ nord, 1° 45′ 10″ est               | « PA00100550 »                                 | Classé                                         | 1862                                           | Église Saint-Pierre-et-Saint-Paul d'Aumale                     |
| Minoterie Lambotte                                             | Aumale                                      | 2 rue Saint-Lazare                                           | 49° 46′ 04″ nord, 1° 45′ 14″ est               | « PA76000062 »                                 | Classé                                         | 2004                                           | Minoterie Lambotte                                             |
| Église Saint-Pierre d'Auppegard                                | Auppegard                                   |                                                              | 49° 49′ 46″ nord, 1° 01′ 33″ est               | « PA00100551 »                                 | Inscrit                                        | 1926                                           | Église Saint-Pierre d'Auppegard                                |
| Château d'Auvilliers                                           | Auvilliers                                  |                                                              | 49° 45′ 35″ nord, 1° 34′ 28″ est               | « PA00100552 »                                 | Inscrit                                        | 1933                                           | Château d'Auvilliers                                           |
| Manoir d'Auzouville-sur-Saâne                                  | Auzouville-sur-Saâne                        |                                                              | 49° 44′ 40″ nord, 0° 56′ 19″ est               | « PA00101121 »                                 | Inscrit                                        | 1992                                           | Image manquante Téléverser                                     |
| Chapelle Sainte-Ursule de Beaubec-la-Rosière                   | Beaubec-la-Rosière                          |                                                              | 49° 38′ 30″ nord, 1° 29′ 40″ est               | « PA00100554 »                                 | Inscrit                                        | 1926                                           | Image manquante Téléverser                                     |
| Croix de Beaubec-la-Rosière                                    | Beaubec-la-Rosière                          | Place de l'Église                                            | 49° 38′ 44″ nord, 1° 31′ 55″ est               | « PA00100555 »                                 | Inscrit                                        | 1926                                           | Image manquante Téléverser                                     |
| Prieuré de Bellencombre                                        | Bellencombre                                |                                                              | 49° 43′ 03″ nord, 1° 12′ 44″ est               | « PA00100556 »                                 | Classé                                         | 1944                                           | Image manquante Téléverser                                     |
| Manoir de Penthièvre                                           | Blangy-sur-Bresle                           | Route d'Eu                                                   | 49° 56′ 27″ nord, 1° 36′ 33″ est               | « PA76000046 »                                 | Inscrit                                        | 2001                                           | Image manquante Téléverser                                     |
| Église Saint-Martin                                            | Blosseville                                 |                                                              | 49° 51′ 16″ nord, 0° 47′ 33″ est               | « PA00100562 »                                 | Inscrit                                        | 1986                                           | Église Saint-Martin                                            |
| Maison Brayé                                                   | Bosc-le-Hard                                |                                                              | 50° 03′ 34″ nord, 1° 22′ 19″ est               | « PA00100576 »                                 | Inscrit                                        | 1961                                           | Image manquante Téléverser                                     |
| Église Saint-Martin de Bouelles                                | Bouelles                                    |                                                              | 49° 42′ 57″ nord, 1° 29′ 46″ est               | « PA76000002 »                                 | Inscrit                                        | 1996                                           | Église Saint-Martin de Bouelles                                |
| Chapelle Saint-Julien de Flainville                            | Le Bourg-Dun                                | 13 route de la Chapelle-Saint-Julien                         | 49° 52′ 58″ nord, 0° 53′ 45″ est               | « PA00100579 »                                 | Inscrit Classé Inscrit                         | 2005 2008                                      | Chapelle Saint-Julien de Flainville                            |
| Église Notre-Dame du Bourg-Dun                                 | Le Bourg-Dun                                |                                                              | 49° 51′ 53″ nord, 0° 53′ 17″ est               | « PA00100580 »                                 | Classé                                         | 1862                                           | Église Notre-Dame du Bourg-Dun                                 |
| Église Saint-Martin de Bourville                               | Bourville                                   |                                                              | 49° 47′ 43″ nord, 0° 49′ 20″ est               | « PA00100581 »                                 | Inscrit                                        | 1933                                           | Église Saint-Martin de Bourville                               |
| Château de Merval actuel lycée agricole                        | Brémontier-Merval                           |                                                              | 49° 30′ 56″ nord, 1° 36′ 06″ est               | « PA00100584 »                                 | Classé                                         | 1943                                           | Château de Mervalactuel lycée agricole                         |
| Manoir du Flot                                                 | Bully                                       |                                                              | 49° 43′ 47″ nord, 1° 24′ 05″ est               | « PA76000003 »                                 | Inscrit                                        | 1996                                           | Image manquante Téléverser                                     |
| Église Saint-Aignan de Bures-en-Bray                           | Bures-en-Bray                               |                                                              | 49° 46′ 45″ nord, 1° 20′ 11″ est               | « PA00100586 »                                 | Inscrit                                        | 1926                                           | Église Saint-Aignan de Bures-en-Bray                           |
| Château de Cany                                                | Cany-Barville                               |                                                              | 49° 46′ 01″ nord, 0° 37′ 49″ est               | « PA00100591 »                                 | Inscrit                                        | 1930 1990                                      | Château de Cany                                                |
| Église Saint-Martin de Cany                                    | Cany-Barville                               |                                                              | 49° 47′ 09″ nord, 0° 37′ 58″ est               | « PA00100592 »                                 | Inscrit                                        | 1930                                           | Église Saint-Martin de Cany                                    |
| Maison de maître                                               | Cany-Barville                               | Caniel 50 rue de Vittefleur                                  | 49° 47′ 39″ nord, 0° 38′ 20″ est               | « PA00100593 »                                 | Inscrit                                        | 1988                                           | Image manquante Téléverser                                     |
| Manoir de Caniel                                               | Cany-Barville                               | Caniel                                                       | 49° 46′ 10,71″ nord, 0° 39′ 04,05″ est         | « PA00100594 »                                 | Inscrit                                        | 1984                                           | Image manquante Téléverser                                     |
| Château de Montigny                                            | Les Cent-Acres                              |                                                              | 49° 46′ 33″ nord, 1° 08′ 29″ est               | « PA00100605 »                                 | Inscrit                                        | 1988                                           | Image manquante Téléverser                                     |
| Château de Crasville-la-Rocquefort                             | Crasville-la-Rocquefort                     |                                                              | 49° 48′ 14″ nord, 0° 52′ 27″ est               | « PA00100608 »                                 | Inscrit                                        | 1978                                           | Château de Crasville-la-Rocquefort                             |
| Château de Briançon                                            | Criel-sur-Mer                               |                                                              | 50° 01′ 03″ nord, 1° 18′ 56″ est               | « PA00100609 »                                 | Inscrit                                        | 1930                                           | Château de Briançon                                            |
| Église Saint-Aubin de Criel-sur-Mer                            | Criel-sur-Mer                               |                                                              | 50° 01′ 00″ nord, 1° 19′ 10″ est               | « PA00100610 »                                 | Inscrit                                        | 1930                                           | Église Saint-Aubin de Criel-sur-Mer                            |
| Croix de carrefour de La Crique                                | La Crique                                   |                                                              | 49° 41′ 09″ nord, 1° 12′ 16″ est               | « PA00100611 »                                 | Classé                                         | 1913                                           | Image manquante Téléverser                                     |
| Manoir du Val Saint-Pierre                                     | Croisy-sur-Andelle                          |                                                              | 49° 27′ 23″ nord, 1° 25′ 52″ est               | « PA76000074 »                                 | Inscrit                                        | 2005                                           | Image manquante Téléverser                                     |
| Manoir de Beauval                                              | Croixdalle                                  |                                                              | 49° 48′ 33″ nord, 1° 21′ 04″ est               | « PA76000056 »                                 | Inscrit                                        | 2002                                           | Image manquante Téléverser                                     |
| Croix de Cuy-Saint-Fiacre                                      | Cuy-Saint-Fiacre                            |                                                              | 49° 30′ 48″ nord, 1° 41′ 54″ est               | « PA00100614 »                                 | Classé                                         | 1910                                           | Image manquante Téléverser                                     |
| Château des Huguenots                                          | Dampierre-en-Bray                           | Beuvreuil                                                    | 49° 31′ 56″ nord, 1° 41′ 11″ est               | « PA00100615 »                                 | Classé                                         | 1921                                           | Château des Huguenots                                          |
| Église Saint-Pierre de Beuvreuil                               | Dampierre-en-Bray                           | Beuvreuil                                                    | 49° 31′ 55″ nord, 1° 41′ 08″ est               | « PA00100617 »                                 | Classé                                         | 1920                                           | Église Saint-Pierre de Beuvreuil                               |
| Église Saint-Pierre de Dampierre-en-Bray                       | Dampierre-en-Bray                           |                                                              | 49° 31′ 56″ nord, 1° 39′ 30″ est               | « PA00100616 »                                 | Inscrit                                        | 1926                                           | Église Saint-Pierre de Dampierre-en-Bray                       |
| Château de Wargemont                                           | Derchigny                                   |                                                              | 49° 56′ 02″ nord, 1° 11′ 51″ est               | « PA00100619 »                                 | Inscrit Classé                                 | 1986 1993                                      | Image manquante Téléverser                                     |
|                                                                | Dieppe                                      | Voir liste des monuments historiques de Dieppe               | Voir liste des monuments historiques de Dieppe | Voir liste des monuments historiques de Dieppe | Voir liste des monuments historiques de Dieppe | Voir liste des monuments historiques de Dieppe | Voir liste des monuments historiques de Dieppe                 |
| Église Saint-Martin de Drosay                                  | Drosay                                      |                                                              | 49° 47′ 34″ nord, 0° 44′ 36″ est               | « PA00100631 »                                 | Inscrit                                        | 1926                                           | Église Saint-Martin de Drosay                                  |
| Église Notre-Dame d'Envermeu                                   | Envermeu                                    |                                                              | 49° 53′ 45″ nord, 1° 15′ 55″ est               | « PA00100641 »                                 | Classé                                         | 1928                                           | Église Notre-Dame d'Envermeu                                   |
| Château d'Arnouville                                           | Ermenouville                                |                                                              | 49° 48′ 00″ nord, 0° 46′ 52″ est               | « PA00100642 »                                 | Inscrit                                        | 1981                                           | Château d'Arnouville                                           |
| Château du Mesnil-Geoffroy                                     | Ermenouville                                |                                                              | 49° 48′ 44″ nord, 0° 47′ 01″ est               | « PA00100643 »                                 | Classé Inscrit                                 | 1945 2015                                      | Château du Mesnil-Geoffroy                                     |
| Ferme Le Pelletier                                             | Ermenouville                                |                                                              | 49° 48′ 07″ nord, 0° 47′ 27″ est               | « PA00100644 »                                 | Inscrit                                        | 1977                                           | Image manquante Téléverser                                     |
| Chapelle de Launay                                             | Ernemont-la-Villette                        |                                                              | 49° 26′ 56″ nord, 1° 43′ 46″ est               | « PA00100645 »                                 | Inscrit                                        | 1964                                           | Image manquante Téléverser                                     |
| Château d'Eu                                                   | Eu                                          |                                                              | 50° 02′ 58″ nord, 1° 25′ 02″ est               | « PA00100651 »                                 | Inscrit Classé                                 | 1983 1985                                      | Château d'Eu                                                   |
| Collège d'Eu                                                   | Eu                                          |                                                              | 50° 02′ 49″ nord, 1° 25′ 14″ est               | « PA00100649 »                                 | Classé                                         | 1846 1914                                      | Collège d'Eu                                                   |
| Collégiale Notre-Dame-et-Saint-Laurent d'Eu                    | Eu                                          |                                                              | 50° 02′ 56″ nord, 1° 25′ 11″ est               | « PA00100650 »                                 | Classé                                         | 1840                                           | Collégiale Notre-Dame-et-Saint-Laurent d'Eu                    |
| Enceinte du Bois des Combles                                   | Eu                                          | Le Bois des Combles                                          | 50° 02′ 06″ nord, 1° 26′ 10″ est               | « PA00100652 »                                 | Inscrit                                        | 1984                                           | Image manquante Téléverser                                     |
| Hôtel des évêques d'Amiens                                     | Eu                                          | 1 rue de la Poste                                            | 50° 03′ 00″ nord, 1° 25′ 12″ est               | « PA00100653 »                                 | Inscrit                                        | 1975                                           | Hôtel des évêques d'Amiens                                     |
| Immeuble                                                       | Eu                                          | 41bis rue de la République                                   | à géolocaliser                                 | « PA00100654 »                                 | Inscrit                                        | 1977                                           | Image manquante Téléverser                                     |
| Site gallo-romain de Bois-l'Abbé                               | Eu                                          |                                                              | 50° 01′ 09″ nord, 1° 27′ 59″ est               | « PA00100656 »                                 | Inscrit Classé                                 | 1986 1987                                      | Site gallo-romain de Bois-l'Abbé                               |
| Théâtre Louis-Philippe                                         | Eu                                          | Rue Jean Duhornay                                            | 50° 02′ 55″ nord, 1° 25′ 06″ est               | « PA00100655 »                                 | Inscrit                                        | 1975                                           | Image manquante Téléverser                                     |
| Maison de Henri IV                                             | La Ferté-Saint-Samson                       |                                                              | 49° 34′ 43″ nord, 1° 31′ 09″ est               | « PA00100663 »                                 | Inscrit                                        | 1968                                           | Maison de Henri IV                                             |
| Église Saint-Eustache de La Feuillie                           | La Feuillie                                 |                                                              | 49° 27′ 51″ nord, 1° 30′ 55″ est               | « PA00100664 »                                 | Inscrit                                        | 1942                                           | Église Saint-Eustache de La Feuillie                           |
| Croix de Fontaine-en-Bray                                      | Fontaine-en-Bray                            |                                                              | 49° 40′ 25″ nord, 1° 25′ 26″ est               | « PA00100665 »                                 | Classé                                         | 1914                                           | Croix de Fontaine-en-Bray                                      |
| Église Saint-Martin de Foucarmont                              | Foucarmont                                  | Place des Cateliers                                          | 49° 50′ 52″ nord, 1° 34′ 10″ est               | « PA76000067 »                                 | Inscrit                                        | 2004                                           | Église Saint-Martin de Foucarmont                              |
| Église Notre-Dame de Fresles                                   | Fresles                                     |                                                              | 49° 44′ 37″ nord, 1° 20′ 47″ est               | « PA00100668 »                                 | Classé                                         | 1970                                           | Image manquante Téléverser                                     |
| Château de Gaillefontaine                                      | Gaillefontaine                              | C.R. 26                                                      | 49° 39′ 05″ nord, 1° 37′ 18″ est               | « PA00100670 »                                 | Classé                                         | 2001                                           | Château de Gaillefontaine                                      |
| Collégiale Saint-Hildevert de Gournay-en-Bray                  | Gournay-en-Bray                             |                                                              | 49° 28′ 59″ nord, 1° 43′ 42″ est               | « PA00100676 »                                 | Classé                                         | 1840                                           | Collégiale Saint-Hildevert de Gournay-en-Bray                  |
| Fontaine pyramidale de Gournay-en-Bray                         | Gournay-en-Bray                             | Place Nationale                                              | 49° 28′ 57″ nord, 1° 43′ 27″ est               | « PA00100677 »                                 | Classé                                         | 1945                                           | Image manquante Téléverser                                     |
| Porte de Paris                                                 | Gournay-en-Bray                             |                                                              | 49° 28′ 52″ nord, 1° 43′ 30″ est               | « PA00100678 »                                 | Inscrit                                        | 1930                                           | Porte de Paris                                                 |
| Château de la Petite-Heuze                                     | Les Grandes-Ventes                          |                                                              | 49° 46′ 25″ nord, 1° 14′ 10″ est               | « PA76000097 »                                 | Inscrit Classé (logis)                         | 2012 9 novembre 2018                           | Château de la Petite-Heuze                                     |
| Chapelle de Louvetot                                           | Grigneuseville                              |                                                              | 49° 40′ 08″ nord, 1° 11′ 40″ est               | « PA00100685 »                                 | Inscrit                                        | 1984                                           | Chapelle de Louvetot                                           |
| Château d'Haucourt                                             | Grigneuseville                              |                                                              | 49° 38′ 59″ nord, 1° 11′ 45″ est               | « PA00100686 »                                 | Classé Inscrit                                 | 1977                                           | Image manquante Téléverser                                     |
| Commanderie de Villedieu-la-Montagne                           | Haucourt                                    | Villedieu-la-Montagne                                        | 49° 38′ 30″ nord, 1° 41′ 31″ est               | « PA00101126 »                                 | Inscrit                                        | 1992                                           | Image manquante Téléverser                                     |
| Église Saint-Rémi du Petit-Appeville                           | Hautot-sur-Mer                              | Rue des Archers                                              | 49° 54′ 23″ nord, 1° 03′ 10″ est               | « PA00100692 »                                 | Inscrit                                        | 1947                                           | Église Saint-Rémi du Petit-Appeville                           |
| Église Saint-Denis d'Hodeng                                    | Hodeng-Hodenger                             | Rue Principale                                               | 49° 31′ 51″ nord, 1° 34′ 07″ est               | « PA00100722 »                                 | Classé                                         | 1978                                           | Église Saint-Denis d'Hodeng                                    |
| Église Notre-Dame d'Hodenger                                   | Hodeng-Hodenger                             | Route de Saumont                                             | 49° 32′ 28″ nord, 1° 35′ 12″ est               | « PA76000092 »                                 | Classé                                         | 2016                                           | Église Notre-Dame d'Hodenger                                   |
| Croix de cimetière d'Imbleville                                | Imbleville                                  |                                                              | 49° 42′ 54″ nord, 0° 57′ 07″ est               | « PA76000076 »                                 | Inscrit                                        | 2006                                           | Image manquante Téléverser                                     |
| Manoir de Bimorel                                              | Imbleville                                  |                                                              | 49° 43′ 22″ nord, 0° 57′ 21″ est               | « PA00100724 »                                 | Inscrit                                        | 1944                                           | Manoir de Bimorel                                              |
| Oppidum d'Incheville                                           | Incheville                                  |                                                              | 50° 00′ 44″ nord, 1° 29′ 54″ est               | « PA00100725 »                                 | Inscrit                                        | 1984                                           | Image manquante Téléverser                                     |
| Église Notre-Dame de Lammerville                               | Lammerville                                 |                                                              | 49° 47′ 45″ nord, 0° 59′ 00″ est               | « PA00100728 »                                 | Inscrit                                        | 1986                                           | Église Notre-Dame de Lammerville                               |
| Église Saint-Pierre de Longueil                                | Longueil                                    |                                                              | 49° 53′ 05″ nord, 0° 57′ 18″ est               | « PA00100741 »                                 | Classé                                         | 1976                                           | Église Saint-Pierre de Longueil                                |
| Château de Longueville-sur-Scie                                | Longueville-sur-Scie                        |                                                              | 49° 47′ 35″ nord, 1° 06′ 46″ est               | « PA00100742 »                                 | Classé                                         | 1969                                           | Image manquante Téléverser                                     |
| Temple protestant de Luneray                                   | Luneray                                     | Rue de la République                                         | 49° 49′ 49″ nord, 0° 54′ 51″ est               | « PA76000064 »                                 | Inscrit                                        | 2003                                           | Temple protestant de Luneray                                   |
| Calvaire de Malleville-les-Grès                                | Malleville-les-Grès                         |                                                              | 49° 49′ 53″ nord, 0° 36′ 28″ est               | « PA00100745 »                                 | Inscrit                                        | 1971                                           | Calvaire de Malleville-les-Grès                                |
| Église Notre-Dame de Menerval                                  | Ménerval                                    |                                                              | 49° 33′ 57″ nord, 1° 39′ 36″ est               | « PA76000049 »                                 | Inscrit                                        | 2001                                           | Église Notre-Dame de Menerval                                  |
| Pont de Coq                                                    | Ménerval (également sur Saumont-la-Poterie) | C.R. 10                                                      | 49° 34′ 49″ nord, 1° 38′ 48″ est               | « PA76000069 »                                 | Inscrit                                        | 2004                                           | Pont de Coq                                                    |
| Château de Mesnières                                           | Mesnières-en-Bray                           |                                                              | 49° 45′ 44″ nord, 1° 22′ 54″ est               | « PA00100751 »                                 | Classé                                         | 1862 1995                                      | Château de Mesnières                                           |
| Manoir d'Hautot-Mesnil                                         | Montreuil-en-Caux                           |                                                              | 49° 42′ 00″ nord, 1° 10′ 05″ est               | « PA00101118 »                                 | Classé                                         | 1996                                           | Image manquante Téléverser                                     |
| Donjon de Mortemer                                             | Mortemer                                    |                                                              | 49° 45′ 02″ nord, 1° 32′ 57″ est               | « PA00100767 »                                 | Inscrit                                        | 1941                                           | Image manquante Téléverser                                     |
| Église Saint-Pierre de Muchedent                               | Muchedent                                   |                                                              | 49° 46′ 17″ nord, 1° 10′ 38″ est               | « PA00100770 »                                 | Classé                                         | 1981                                           | Église Saint-Pierre de Muchedent                               |
| Château de Romesnil                                            | Nesle-Normandeuse                           |                                                              | 49° 53′ 58″ nord, 1° 37′ 57″ est               | « PA00101095 »                                 | Inscrit                                        | 1989                                           | Château de Romesnil                                            |
| Verrerie de la Gare ou verrerie Denin                          | Nesle-Normandeuse                           | 8 place de la Gare                                           | 49° 54′ 53″ nord, 1° 40′ 26″ est               | « PA76000065 »                                 | Inscrit                                        | 2003                                           | Image manquante Téléverser                                     |
| Église Notre-Dame de Neufchâtel-en-Bray                        | Neufchâtel-en-Bray                          |                                                              | 49° 43′ 54″ nord, 1° 26′ 33″ est               | « PA00100771 »                                 | Classé                                         | 1914                                           | Église Notre-Dame de Neufchâtel-en-Bray                        |
| Collégiale Saint-Pierre de Neuf-Marché                         | Neuf-Marché                                 | Rue du Moulin                                                | 49° 25′ 26″ nord, 1° 43′ 06″ est               | « PA76000041 »                                 | Classé                                         | 2004                                           | Collégiale Saint-Pierre de Neuf-Marché                         |
| Manoir de Vardes                                               | Neuf-Marché                                 | RD 915                                                       | 49° 26′ 20″ nord, 1° 43′ 14″ est               | « PA76000059 »                                 | Inscrit                                        | 2002                                           | Image manquante Téléverser                                     |
| Presbytère de Neuf-Marché                                      | Neuf-Marché                                 |                                                              | 49° 25′ 26″ nord, 1° 43′ 05″ est               | « PA76000042 »                                 | Inscrit                                        | 2000                                           | Presbytère de Neuf-Marché                                      |
| Chapelle Saint-Jean-Baptiste de Pleine-Sevette                 | Néville                                     |                                                              | 49° 48′ 41″ nord, 0° 43′ 35″ est               | « PA00100773 »                                 | Classé                                         | 1974                                           | Chapelle Saint-Jean-Baptiste de Pleine-Sevette                 |
| Église Notre-Dame de Notre-Dame-d'Aliermont                    | Notre-Dame-d'Aliermont                      |                                                              | 49° 51′ 10″ nord, 1° 17′ 31″ est               | « PA00100776 »                                 | Inscrit                                        | 1933                                           | Église Notre-Dame de Notre-Dame-d'Aliermont                    |
| Château de Catteville                                          | Ocqueville                                  |                                                              | 49° 47′ 17″ nord, 0° 41′ 52″ est               | « PA00100779 »                                 | Inscrit                                        | 1975                                           | Château de Catteville                                          |
| Croix de cimetière d'Osmoy-Saint-Valery                        | Osmoy-Saint-Valery                          |                                                              | 49° 47′ 44″ nord, 1° 19′ 22″ est               | « PA00100785 »                                 | Classé                                         | 1908                                           | Image manquante Téléverser                                     |
| Église Notre-Dame d'Osmoy                                      | Osmoy-Saint-Valery                          | Osmoy                                                        | 49° 47′ 44″ nord, 1° 19′ 21″ est               | « PA00100786 »                                 | Inscrit                                        | 1926                                           | Église Notre-Dame d'Osmoy                                      |
| Ferme de la Valouine                                           | Osmoy-Saint-Valery                          |                                                              | 49° 47′ 07″ nord, 1° 16′ 08″ est               | « PA00100787 »                                 | Classé                                         | 1930                                           | Ferme de la Valouine                                           |
| Chapelle Notre-Dame de Janville                                | Paluel                                      |                                                              | 49° 50′ 02″ nord, 0° 38′ 00″ est               | « PA00100788 »                                 | Classé                                         | 1943                                           | Chapelle Notre-Dame de Janville                                |
| Château de Janville                                            | Paluel                                      |                                                              | 49° 50′ 03″ nord, 0° 38′ 21″ est               | « PA00100789 »                                 | Inscrit                                        | 1975                                           | Château de Janville                                            |
| Église Saint-Nicolas de Pommeréval                             | Pommeréval                                  |                                                              | 49° 44′ 29″ nord, 1° 19′ 11″ est               | « PA76000081 »                                 | Inscrit                                        | 2008                                           | Église Saint-Nicolas de Pommeréval                             |
| Château de Saint-Aubin-le-Cauf                                 | Saint-Aubin-le-Cauf                         |                                                              | 49° 52′ 00″ nord, 1° 10′ 36″ est               | « PA00101022 »                                 | Inscrit                                        | 1926                                           | Image manquante Téléverser                                     |
| Château de Saint-Aubin-sur-Mer                                 | Saint-Aubin-sur-Mer                         |                                                              | 49° 53′ 17″ nord, 0° 52′ 49″ est               | « PA00101023 »                                 | Inscrit                                        | 1976                                           | Château de Saint-Aubin-sur-Mer                                 |
| Château de Miromesnil                                          | Saint-Aubin-sur-Scie                        |                                                              | 49° 51′ 40″ nord, 1° 04′ 56″ est               | « PA00101024 »                                 | Classé                                         | 1957                                           | Château de Miromesnil                                          |
| Colombier du Manoir                                            | Sainte-Marguerite-sur-Mer                   | 2336 chemin de la Mer                                        | 49° 54′ 38″ nord, 0° 56′ 57″ est               | « PA76000080 »                                 | Inscrit                                        | 2007                                           | Image manquante Téléverser                                     |
| Église Sainte-Marguerite de Sainte-Marguerite-sur-Mer          | Sainte-Marguerite-sur-Mer                   |                                                              | 49° 54′ 32″ nord, 0° 56′ 48″ est               | « PA00101030 »                                 | Classé                                         | 1921                                           | Église Sainte-Marguerite de Sainte-Marguerite-sur-Mer          |
| Phare d'Ailly                                                  | Sainte-Marguerite-sur-Mer                   |                                                              | 49° 55′ 00″ nord, 0° 57′ 36″ est               | « PA76000091 »                                 | Inscrit                                        | 2010                                           | Phare d'Ailly                                                  |
| Villa gallo-romaine de Sainte-Marguerite-sur-Mer               | Sainte-Marguerite-sur-Mer                   | En Nollant                                                   | 49° 54′ 22″ nord, 0° 56′ 30″ est               | « PA00101031 »                                 | Classé                                         | 1862                                           | Image manquante Téléverser                                     |
| Église Notre-Dame de Saint-Martin-le-Gaillard                  | Saint-Martin-le-Gaillard                    |                                                              | 49° 58′ 45″ nord, 1° 22′ 11″ est               | « PA00101037 »                                 | Classé                                         | 1921                                           | Église Notre-Dame de Saint-Martin-le-Gaillard                  |
| Église Saint-Martin de Saint-Martin-l'Hortier                  | Saint-Martin-l'Hortier                      |                                                              | 49° 44′ 40″ nord, 1° 24′ 19″ est               | « PA76000019 »                                 | Inscrit                                        | 1996                                           | Église Saint-Martin de Saint-Martin-l'Hortier                  |
| Château de Bosc-le-Comte                                       | Saint-Pierre-le-Vieux                       |                                                              | 49° 50′ 12″ nord, 0° 54′ 30″ est               | « PA00101046 »                                 | Inscrit                                        | 1970                                           | Image manquante Téléverser                                     |
| Château d'Herbouville                                          | Saint-Pierre-le-Vieux                       |                                                              | 49° 50′ 55″ nord, 0° 52′ 10″ est               | « PA00101045 »                                 | Inscrit                                        | 1972 2006                                      | Château d'Herbouville                                          |
| Église Saint-Saire de Saint-Saire                              | Saint-Saire                                 |                                                              | 49° 41′ 38″ nord, 1° 29′ 38″ est               | « PA76000044 »                                 | Inscrit                                        | 2000                                           | Église Saint-Saire de Saint-Saire                              |
| Château d'Anglesqueville-les-Murs                              | Saint-Sylvain                               |                                                              | 49° 50′ 32″ nord, 0° 39′ 41″ est               | « PA00101105 »                                 | Inscrit                                        | 1991                                           | Château d'Anglesqueville-les-Murs                              |
| Église Notre-Dame de Saint-Valery-en-Caux                      | Saint-Valery-en-Caux                        |                                                              | 49° 51′ 38″ nord, 0° 43′ 21″ est               | « PA00101050 »                                 | Classé                                         | 1977                                           | Église Notre-Dame de Saint-Valery-en-Caux                      |
| Hospice de Saint-Valery-en-Caux                                | Saint-Valery-en-Caux                        |                                                              | 49° 52′ 05″ nord, 0° 42′ 31″ est               | « PA00101051 »                                 | Inscrit                                        | 1930                                           | Hospice de Saint-Valery-en-Caux                                |
| Maison de Henri IV                                             | Saint-Valery-en-Caux                        | Quai de la Batellerie Ruelle de l'Humanité Rue des Pénitents | 49° 52′ 08″ nord, 0° 42′ 39″ est               | « PA00101052 »                                 | Classé                                         | 1920 1941                                      | Maison de Henri IV                                             |
| Chapelle de Flamanvillette                                     | Sasseville                                  |                                                              | 49° 46′ 52″ nord, 0° 42′ 31″ est               | « PA00101058 »                                 | Inscrit                                        | 1964                                           | Chapelle de Flamanvillette                                     |
| Croix de cimetière de Sasseville                               | Sasseville                                  | Rue Cauchoise                                                | 49° 47′ 16″ nord, 0° 40′ 49″ est               | « PA00101059 »                                 | Classé                                         | 1913                                           | Image manquante Téléverser                                     |
| Pont de Coq                                                    | Saumont-la-Poterie                          |                                                              | 49° 34′ 49″ nord, 1° 38′ 48″ est               | « PA76000070 »                                 | Inscrit                                        | 2004                                           | Image manquante Téléverser                                     |
| Abbaye Saint-Martin-et-Saint-Vulgain                           | Sigy-en-Bray                                |                                                              | 49° 32′ 50″ nord, 1° 29′ 31″ est               | « PA00101060 »                                 | Inscrit                                        | 1926                                           | Abbaye Saint-Martin-et-Saint-Vulgain                           |
| Chapelle Notre-Dame-du-Val de Sotteville-sur-Mer               | Sotteville-sur-Mer                          | R.D. 142                                                     | 49° 52′ 00″ nord, 0° 48′ 39″ est               | « PA76000077 »                                 | Inscrit                                        | 2006                                           | Chapelle Notre-Dame-du-Val de Sotteville-sur-Mer               |
| Croix de chemin de Notre-Dame du Val                           | Sotteville-sur-Mer                          | C.D. 142                                                     | 49° 52′ 00″ nord, 0° 48′ 41″ est               | « PA76000078 »                                 | Inscrit                                        | 2006                                           | Croix de chemin de Notre-Dame du Val                           |
| Château de Miromesnil                                          | Tourville-sur-Arques                        |                                                              | 49° 51′ 40″ nord, 1° 04′ 56″ est               | « PA00101064 »                                 | Inscrit                                        | 1945                                           | Château de Miromesnil                                          |
| Église Saint-Martin de Tourville-sur-Arques                    | Tourville-sur-Arques                        |                                                              | 49° 51′ 34″ nord, 1° 06′ 19″ est               | « PA00101065 »                                 | Inscrit                                        | 1930                                           | Église Saint-Martin de Tourville-sur-Arques                    |
| Croix du Tréport                                               | Le Tréport                                  | Place du Marché                                              | 50° 03′ 34″ nord, 1° 22′ 20″ est               | « PA00101068 »                                 | Classé                                         | 1913                                           | Croix du Tréport                                               |
| Église Saint-Jacques du Tréport                                | Le Tréport                                  |                                                              | 50° 03′ 36″ nord, 1° 22′ 25″ est               | « PA00101069 »                                 | Classé                                         | 1840                                           | Église Saint-Jacques du Tréport                                |
| Presbytère du Tréport                                          | Le Tréport                                  | 1 rue Abbé Vincheneux                                        | 50° 03′ 33″ nord, 1° 22′ 24″ est               | « PA00101070 »                                 | Classé                                         | 1910                                           | Presbytère du Tréport                                          |
| Bois des Moutiers                                              | Varengeville-sur-Mer                        |                                                              | 49° 54′ 42″ nord, 0° 59′ 00″ est               | « PA00101078 »                                 | Classé                                         | 2009                                           | Bois des Moutiers                                              |
| Chapelle Saint-Dominique de Varengeville-sur-Mer               | Varengeville-sur-Mer                        | Route de Dieppe C.D. 75                                      | 49° 54′ 11″ nord, 1° 00′ 19″ est               | « PA76000021 »                                 | Inscrit                                        | 1996                                           | Image manquante Téléverser                                     |
| Église Saint-Valery et Cimetière marin de Varengeville-sur-Mer | Varengeville-sur-Mer                        |                                                              | 49° 55′ 00″ nord, 0° 58′ 55″ est               | « PA00101077 »                                 | Classé                                         | 1924                                           | Église Saint-Valery et Cimetière marin de Varengeville-sur-Mer |
| Manoir d'Ango                                                  | Varengeville-sur-Mer                        |                                                              | 49° 54′ 03″ nord, 0° 59′ 42″ est               | « PA00101079 »                                 | Classé                                         | 1862                                           | Manoir d'Ango                                                  |
| Manoir de l'Église ancienne villa la Palette                   | Varengeville-sur-Mer                        | Chemin de l'Église                                           | 49° 54′ 51″ nord, 0° 58′ 54″ est               | « PA76000084 »                                 | Inscrit                                        | 2008                                           | Image manquante Téléverser                                     |
| Parc des Moutiers                                              | Varengeville-sur-Mer                        |                                                              | 49° 54′ 42″ nord, 0° 58′ 59″ est               | « PA00101080 »                                 | Classé                                         | 2009                                           | Parc des Moutiers                                              |
| Croix hosannière de Veules-les-Roses                           | Veules-les-Roses                            |                                                              | 49° 52′ 35″ nord, 0° 47′ 55″ est               | « PA00101084 »                                 | Inscrit                                        | 1930                                           | Croix hosannière de Veules-les-Roses                           |
| Église Saint-Martin de Veules-les-Roses                        | Veules-les-Roses                            | Place de l'Église                                            | 49° 52′ 26″ nord, 0° 47′ 51″ est               | « PA00101085 »                                 | Classé                                         | 1996                                           | Église Saint-Martin de Veules-les-Roses                        |
| Ferme du Couvent                                               | Veules-les-Roses                            |                                                              | 49° 52′ 19″ nord, 0° 47′ 52″ est               | « PA00101086 »                                 | Inscrit                                        | 1930                                           | Ferme du Couvent                                               |
| Église Saint-Valery de Veulettes-sur-Mer                       | Veulettes-sur-Mer                           |                                                              | 49° 50′ 49″ nord, 0° 35′ 32″ est               | « PA00101087 »                                 | Classé                                         | 1910                                           | Église Saint-Valery de Veulettes-sur-Mer                       |
| Croix de cimetière de Vittefleur                               | Vittefleur                                  |                                                              | 49° 49′ 03″ nord, 0° 38′ 15″ est               | « PA00101091 »                                 | Classé                                         | 1913                                           | Croix de cimetière de Vittefleur                               |